# Баррио-и-Фернандес, Мариано Бенито
Мариано Бенито Баррио-и-Фернандес (исп. Mariano Benito Barrio y Fernández; 22 ноября 1805, Хака, королевство Испания — 20 ноября 1876, Валенсия, королевство Испания) — испанский кардинал. Епископ Картахены с 17 декабря 1847 по 18 марта 1861. Архиепископ Валенсии с 18 марта 1861 по 20 ноября 1876. Кардинал-священник с 22 декабря 1873, с титулом церкви Санти-Джованни-э-Паоло с 16 января 1874.